# شوجی کاماتا
شوجی کاماتا (انگلیسی: Shoji Kamata؛ زادهٔ ۱۷ آوریل ۱۹۳۵) بازیکن بسکتبال اهل ژاپن بود.